# Степной (Куйтунский район)
Степной — посёлок в Куйтунском районе Иркутской области России. Входит в состав Иркутского муниципального образования. 

## География
Находится примерно в 176 км к западу от районного центра.

## Население
| 2002 | 2010 | 2011 | 2012 |
| ---- | ---- | ---- | ---- |
| 134  | ↘64  | →64  | ↘61  |

По данным Всероссийской переписи, в 2010 году в посёлке проживали 64 человека (32 мужчины и 32 женщины).